# Stuck on You (3T)
Stuck on You è una versione dell'omonima canzone di Lionel Richie; fu incisa nel 2002 dal gruppo musicale statunitense 3T, nipoti di Michael Jackson, e pubblicata come singolo l'anno seguente. Il brano fu incluso nel loro secondo album in studio, Identity, del 2004.

## Tracce
CD singolo
1. Stuck on You – 3:32
2. Stuck on You (Smooth Mix) – 3:58
3. Disappeared – 3:32

## Classifiche
| Classifica 2003-2004 | Posizione Massima |
| -------------------- | ----------------- |
| Belgio (Vallonia)    | 4                 |
| Canada               | 3                 |
| Francia              | 10                |
| Paesi Bassi          | 3                 |